# Янушево (Мазовецьке воєводство)
Янушево (пол. Januszewo) — село в Польщі, у гміні Нарушево Плонського повіту Мазовецького воєводства.
Населення — 228 осіб (2011).
У 1975—1998 роках село належало до Цехановського воєводства.

## Демографія
Демографічна структура станом на 31 березня 2011 року:
|          | Загалом | Допрацездатний вік | Працездатний вік | Постпрацездатний вік |
| -------- | ------- | ------------------ | ---------------- | -------------------- |
| Чоловіки | 117     | 25                 | 75               | 17                   |
| Жінки    | 111     | 14                 | 61               | 36                   |
| Разом    | 228     | 39                 | 136              | 53                   |